# Aéroport international de Tabarka-Aïn Draham
L'aéroport international de Tabarka-Aïn Draham (code IATA : TBJ • code OACI : DTKA) (arabe : مطار طبرقة عين دراهم الدولي) dessert le gouvernorat de Jendouba et plus généralement tout le nord-ouest de la Tunisie.
Situé à quinze kilomètres à l'est de Tabarka et d'une superficie de 240 hectares, il est mis en exploitation en 1992. Connu à l'origine sous le nom d'aéroport international de Tabarka-7-Novembre, il change de nom à la suite de la révolution de 2011.
En 2010, il accueille 63 000 passagers puis moins de 18 000 en 2011, avant que plus aucune compagnie n'assure de liaison régulière dans le sillage de la révolution.
L'aéroport, dont le budget est de huit millions de dinars par an, ferme dans le contexte de la pandémie de Covid-19 après avoir accueilli près de 600 voyageurs en 2019. Après son redémarrage, il connaît une hausse du nombre des voyageurs de 16,1 % en 2023 même si les mouvements d'avions enregistrent une baisse de 35,3 %.
Comme la grande majorité des aéroports tunisiens, l'aéroport est géré par l'Office de l'aviation civile et des aéroports.

## Situation
| \| 50 km1:6 099 000 \| Djerba · Zarzis Tunis · Carthage Enfidha · Hammamet Gabès · Matmata Gafsa · Ksar Monastir · Habib-Bourguiba Sfax · Thyna Tabarka · Aïn Draham Tozeur · Nefta El Borma Remada Borj · El Amri |
| 50 km1:6 099 000 |